# داره ۹۱۳۳
سیارک ۹۱۳۳ (به انگلیسی: 9133 d'Arrest، نامگذاری:3107P-L) نه هزار و صد و سی و سومین سیارک کشف شده‌است که در ۲۵ سپتامبر ۱۹۶۰ کشف شد.
قدر مطلق سیارک برابر ۱۴٫۵۰ است.